# Jiří Červený (lední hokejista)
Jiří Červený (* 1957) je bývalý československý hokejový brankář.

## Hokejová kariéra
V československé lize chytal za Spartu Praha. Odchytal 2 ligové sezónu, nastoupil ve 41 ligových utkáních. Reprezentoval Československo na mistrovství světa juniorů do 20 let v roce 1977, kde tým skončil na 3. místě.

## Klubové statistiky
| 1978/1979 | Sparta Praha | 1. liga | 21 | 3,60 | - |
| 1979/1980 | Sparta Praha | 1. liga | 20 | -    | - |